# Heliophanus
Heliophanus là một chi nhện trong họ Salticidae.

## Hình ảnh

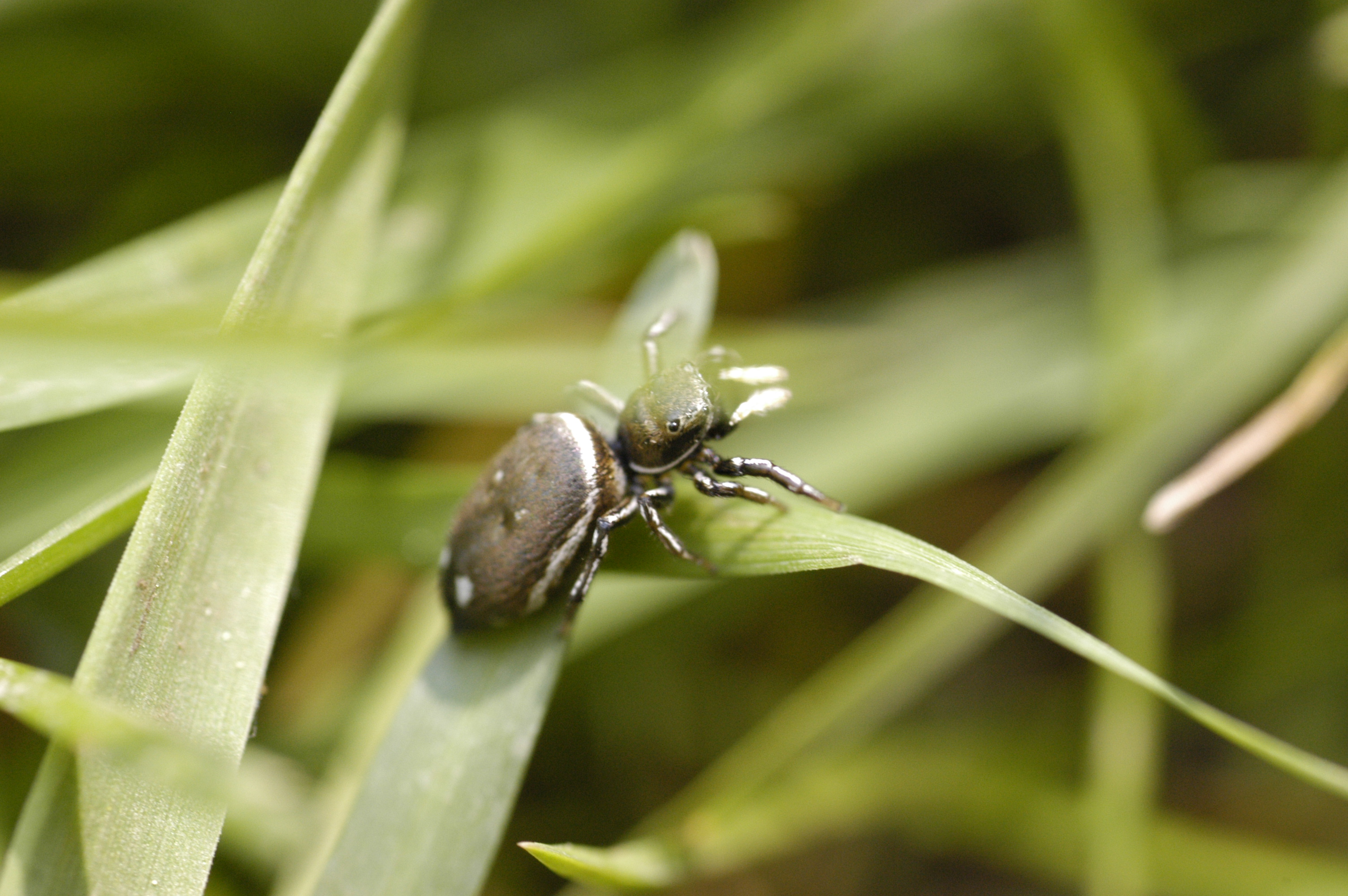
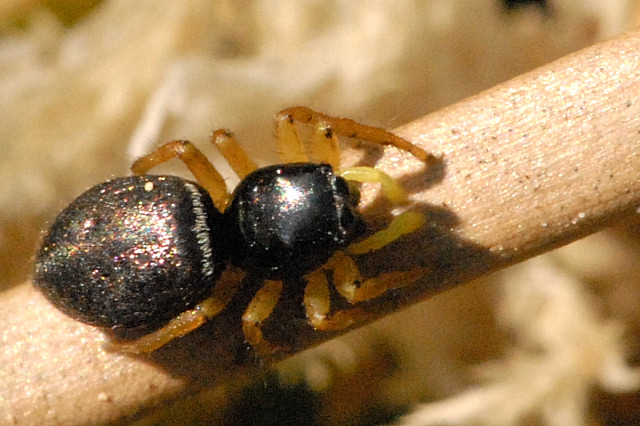
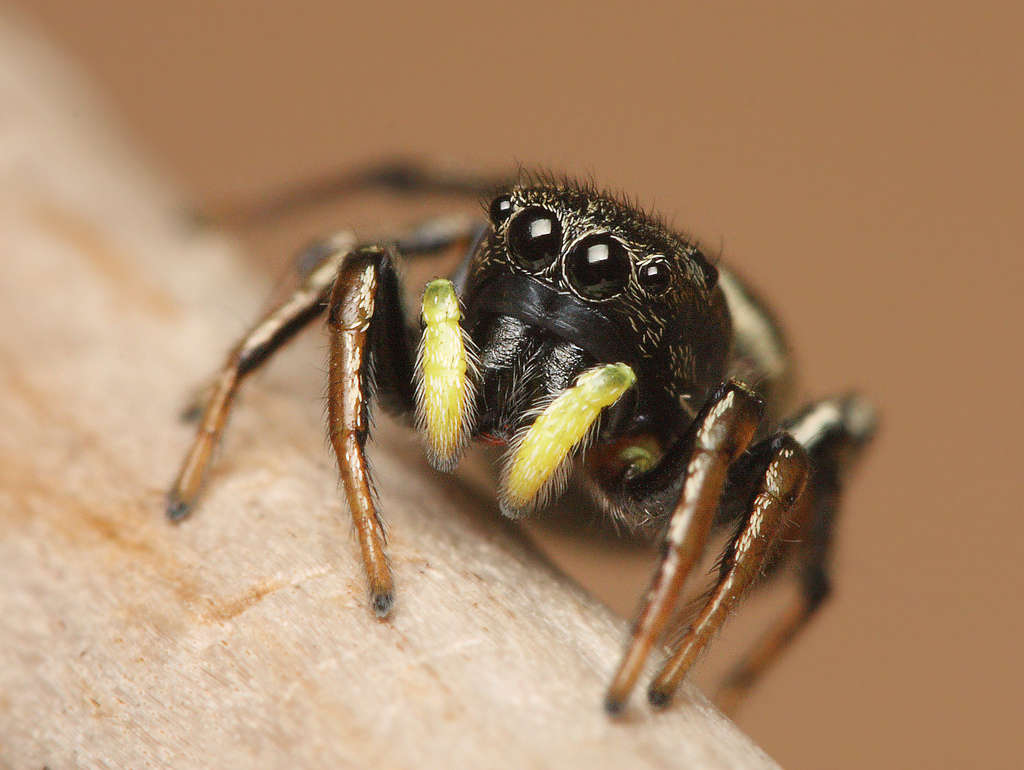
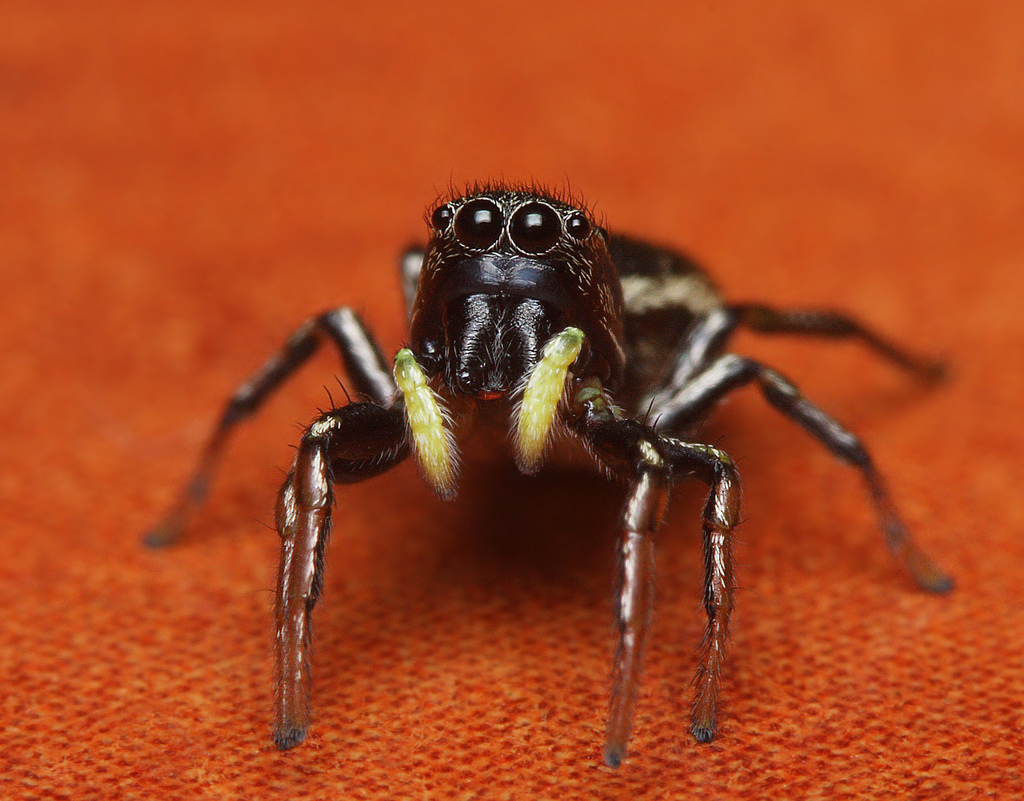